# (3104) Dürer
(3104) Dürer – planetoida z grupy pasa głównego asteroid okrążająca Słońce w ciągu 5 lat i 38 dni w średniej odległości 2,96 j.a. Została odkryta 24 stycznia 1982 roku w Lowell Observatory (Anderson Mesa Station) przez Edwarda Bowella. Nazwa planetoidy pochodzi od Albrechta Dürera (1471-1528), niemieckiego malarza. Przed otrzymaniem nazwy planetoida nosiła oznaczenie tymczasowe (3104) 1982 BB1